# Lars C. Stolt
Lars Carl Gustaf Stolt, född 3 juni 1932 i Sankt Matteus församling i Stockholm, död 12 december 2022 i Stockholm, var en svensk expert på heraldik, exlibris, militärmusik och ordensringar.
Lars C. Stolt var under många år ordförande i Svenska exlibrisföreningen och har svenskt rekord i antalet personliga exlibris. Inte mindre än ca 330 olika exlibris i skilda tekniker har utförts åt denne entusiast. Många av dessa har internationellt kända exlibriskonstnärer som upphovsmän.[källa behövs] År 2006 tilldelades han Sir Augustus Wollaston Franks diplom för excellens inom exlibrissamlandet av Fédération Internationale des Sociétés d'Amateurs d'Exlibris (FISAE).
Stolt är verksam inom Militärmusiksamfundet och har forskat kring bland annat äldre tysk och nederländsk marschmusik. Han har skrivit en monografi gällande marschen På skidor (Överste E Grafström) - tillägnad chefen för Norrbottens regemente överste Erik Grafström - av tonsättaren Oscar Johnsson. Stolt har under en lång tid skrivit flugit om marschmusik. Detta författarskap sammanfattades 2010 i det stora verket "Förbimarsch i parad", som innehåller en gedigen genomgång av ämnet marsch- och militärmusik och en lång rad beskrivningar av svenska och utländska marschkompositioner.
Som heraldiker har Stolt flitigt medarbetat i flera publikationer, särskilt i Heraldisk Tidsskrift.
Den 10 oktober 2006 donerade Lars C. Stolt sin exlibrissamling, som särskilt var inriktad på erotik och heraldik, jämte litteratur till Kungliga biblioteket.[källa behövs]

## Utmärkelser
- Svenska Exlibrisföreningens medalj i guld (SEFGM, 2002)
- Svenska Heraldiska Föreningen förtjänstmedalj i guld (SHFGM, 2003)